# Kill Devil Hills (album)
Pour l’article homonyme, voir Kill Devil Hills.
Albums par Ill Bill
The Hour of Reprisal
(2008) Heavy Metal Kings
(2011)
Albums par DJ Muggs
Pain Language
(2008) West Coast Dubstep: Street Sessions
(2010)
Kill Devil Hills est un album collaboratif d'Ill Bill et DJ Muggs, sorti le 31 août 2010.
L'album s'est classé 17e au Top Heatseekers, 21e au Top Rap Albums et 47e au Top R&B/Hip-Hop Albums. Il comprend de nombreux featurings parmi lesquels B-Real, Slaine, Everlast, Vinnie Paz et Q-Unique.

## Liste des titres
| No  | Titre                                                        | Contient un (des) sample(s) de                                           | Durée |
| --- | ------------------------------------------------------------ | ------------------------------------------------------------------------ | ----- |
| 1.  | Cult Assassin                                                |                                                                          | 2:47  |
| 2.  | Trouble Shooters (featuring Sick Jacken, O.C. et Sean Price) | Lusty Lady de Johnny Bristol                                             | 3:34  |
| 3.  | Paul Stanley                                                 |                                                                          | 0:33  |
| 4.  | Illuminati 666                                               |                                                                          | 2:06  |
| 5.  | Amputated Saint (featuring B-Real)                           | Ante Up (Robbing-Hoodz Theory) de M.O.P.                                 | 3:11  |
| 6.  | Skull & Guns (featuring Everlast et Slaine)                  |                                                                          | 3:31  |
| 7.  | Giants Stadium (featuring Q-Unique)                          |                                                                          | 2:39  |
| 8.  | The Owl                                                      |                                                                          | 0:58  |
| 9.  | Milleniums of Murder                                         | Dimentia 5 de Ray Ellis                                                  | 3:23  |
| 10. | Chase Manhattan (featruring Raekwon)                         | La Banda Del Gobbo (Seq. 4) de Franco Micalizzi                          | 2:05  |
| 11. | Luciferian Imperium                                          |                                                                          | 0:40  |
| 12. | Ill Bill TV                                                  | Ninety-Nine and One Half de Fever Tree Filled With Fear d'Iron Butterfly | 2:29  |
| 13. | Secrets Worth Dying For (featuring Chace Infinite)           |                                                                          | 3:30  |
| 14. | 2013 (featuring Q-Unique)                                    | Lusty Lady de Johnny Bristol                                             | 1:46  |
| 15. | Kill Devil Hills (featuring B-Real et Vinnie Paz)            |                                                                          | 3:54  |
| 16. | Narco Corridos (featuring Sick Jacken et Uncle Howie)        | Wait a Million Years des Grass Roots                                     | 3:09  |